# Кенан Еврен
Ахмед Кенан Еврен (на турски: Ahmet Kenan Evren) е турски офицер и политик, президент на страната в периода 1980 – 1989 г. Бил е генерал, началник на Генералния щаб. Организира и ръководи държавния преврат през 1980 г.

## Биография
Роден е на 17 юли 1917 г. в град Алашехир, вилает Маниса, Турция. Баща му е от албански етнически произход, който произхожда от Прешево, а майка му е туркиня от България. След като завършва основното си и средно образование в Маниса, Балъкесир и Истанбул, постъпва във Висшето военно училище в Малтепе, Анкара. Дипломира се през 1938 г., а през 1949 г. завършва и Военната академия като щабен офицер. Участва в Корейската война, през 1958 – 1959 г. е на служба в Южна Корея. През 1964 г. е произведен в чин генерал и минава през всички командни постове до командир на армия. През 1978 г. става началник на Генералния щаб на Турските въоръжени сили.
Годините, довели до преврата, се характеризират с ожесточена борба между крайната десница и крайната левица. Надявайки се да видят комунистическа революция, левите бойци се бунтуваха по улиците; от друга страна, десните националистически бойци даваха отпор на левите революционери и предизвикваха религиозни вълнения. Университетите взеха страна и всеки от тях се превърна в щаб на левичарите или десничарите. Хаотичната ситуация, създадена от крайнолевите и крайнодесните групировки, разруши обществената сигурност в страната. Комунистическите и неофашистките групировки се опитваха да държат под свой контрол дори улиците, като биеха или убиваха всеки, който не беше от тях. Накрая, антисекуларисткият митинг, организиран от ислямисти в Кония на 6 септември 1980 г., беше последната капка.
С преврата Съветът за национална сигурност се превръща в управляващ орган. Съветът от 1980 г. е съставен от командирите Кенан Еврен, началник на Генералния щаб и президент на държавата. Парламентът е разпуснат. На реч в Муш през 1984 г. за екзекуцията на Ердал Ерен, комунистически активист, за когото се твърди, че е 17-годишен, но според официалните данни е роден през 1961 г., и който е обвинен в убийството на турски войник, той казва: „Сега, след като бъде заловен, ще го изправим пред съда и после няма да го екзекутираме, а ще се грижим за него до края на живота му. Ще храним този предател, който е взел оръжие в ръка, за да се бие срещу войниците, които години наред са проливали кръвта си за родината. Съгласни ли сте с това?!“
Президентският мандат на Кенан Еврен изтича на 9 ноември 1989 г. След оттеглянето си от политическия живот и армията Еврен се установява в средиземноморския курорт Мармарис, където се отдава на рисуване. През 2012 година срещу него започва съдебен процес, на който той е осъден за военни престъпления на доживотен затвор и разжалван до редник. В хода на обжалване на присъдата си, Еврен умира и е погребан в Анкара с военни почести.